# Semostrus
Semostrus is een geslacht van hooiwagens uit de familie Manaosbiidae.
De wetenschappelijke naam Semostrus is voor het eerst geldig gepubliceerd door Roewer in 1943. 

## Soorten
Semostrus is monotypisch en omvat slechts de volgende soort:
- Semostrus tarsalis